# Streifenskunk
Der Streifenskunk (Mephitis mephitis) ist eine Art der gleichnamigen Gattung aus der Familie der als „Stinktiere“ bekannten Skunks (Mephitidae). Er ist über große Teile Nordamerikas verbreitet.

## Merkmale
Der Streifenskunk ist etwa katzengroß mit einer Gesamtlänge von 57,5 bis 80 Zentimetern und einer Schwanzlänge von 18 bis 40 Zentimetern. Die Tiere erreichen ein Gewicht von 1,2 bis 5,3 Kilogramm, wobei sie im Winter bis zu 55 % ihres Körpergewichts verlieren können. Sie sind schwarz gefärbt mit einer auffälligen Rückenzeichnung, die aus einem sich teilenden breiten weißen Streifen besteht, der sich vom Kopf über den Rücken zieht. Auf der Nase bis zur Stirn ist ein weiterer weißer Streifen ausgebildet. Der Kopf ist dreieckig mit kleinen, runden Ohren und schwarzen Augen ohne Lider. Der Schwanz ist lang und buschig.

## Verbreitung

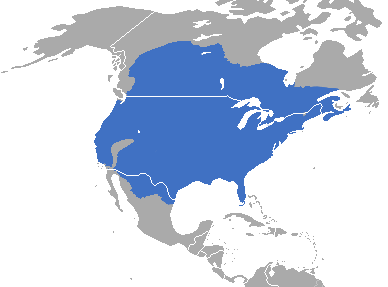
Verbreitungsgebiet des Streifenskunks

Das Verbreitungsgebiet des Streifenskunks erstreckt sich über nahezu den gesamten nordamerikanischen Kontinent und umfasst das mittlere und südliche Kanada von British Columbia, der Hudson Bay und Nova Scotia, südlich anschließend fast die gesamten Vereinigten Staaten sowie den Norden Mexikos.

## Systematik
Der Streifenskunk wird als eigenständige Art innerhalb der Gattung der Streifenskunks (Mephitis) eingeordnet, die aus zwei Arten besteht. Die wissenschaftliche Erstbeschreibung stammt von Johann Christian Daniel von Schreber aus dem Jahr 1776. Innerhalb der Art werden mit der Nominatform Mephitis mephitis mephitis insgesamt 13 Unterarten unterschieden:
- Mephitis mephitis mephitis
- Mephitis mephitis avia
- Mephitis mephitis elongata
- Mephitis mephitis estor
- Mephitis mephitis holzneri
- Mephitis mephitis hudsonica
- Mephitis mephitis major
- Mephitis mephitis mesomelas
- Mephitis mephitis nigra
- Mephitis mephitis notata
- Mephitis mephitis occidentalis
- Mephitis mephitis spissigrada
- Mephitis mephitis varians

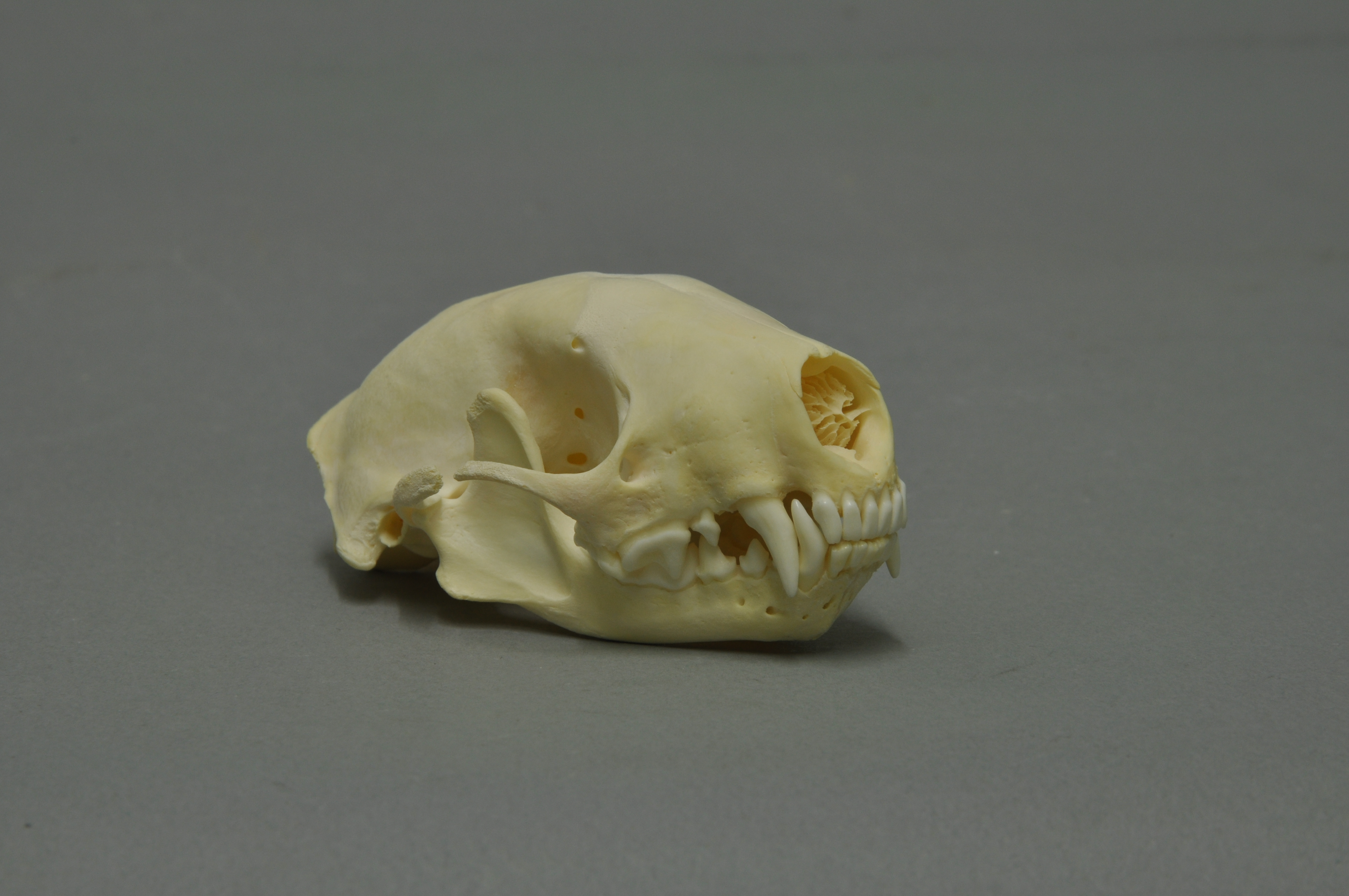
Schädel eines Streifenskunks aus der Sammlung des Museums Wiesbaden

Als weitere Art innerhalb der Streifenskunks und damit als Schwesterart des Streifenskunks wurde der Haubenskunk (Mephitis macroura) beschrieben. Die Streifenskunks stellen in ihrer Gesamtheit die Schwestergruppe der ebenfalls in Nord- und Mittelamerika verbreiteten Fleckenskunks (Spilogale) dar, wobei sich die Vorfahren dieser beiden Gattungen vor etwa 12 Millionen Jahren getrennt haben. Die mehr auf Südamerika konzentrierten Weißrüsselskunks (Conepatus) werden diesen gegenübergestellt. Innerhalb der Streifenskunks erfolgte die Radiation zu den heute bekannten Arten vor etwa 3 bis 3,5 Millionen Jahren.

## Gefährdung und Schutz
Der Streifenskunk wird von der International Union for Conservation of Nature and Natural Resources (IUCN) aufgrund des großen Verbreitungsgebietes und des relativ häufigen Vorkommens sowie der Anpassungsfähigkeit an verschiedene Lebensräume einschließlich anthropogen veränderter Habitate als nicht gefährdet („least concern“) eingestuft. Die Bestände haben in einigen Regionen sogar stark zugenommen.

## Belege
1. ↑  
Julia Wade-Smith, B.J. Verts: Mephitis mephitis. In: Mammalian Species. Band 173, 1982, S. 1–7 (Online [PDF; 970 kB; abgerufen am 9. September 2021]).
2. 1 2 3  
Mephitis mephitis in der Roten Liste gefährdeter Arten der IUCN 2008. Eingestellt von: F. Reid, K. Helgen, 2008. Abgerufen am 28. Dezember 2011.
3. 1 2 3  
Don E. Wilson & DeeAnn M. Reeder (Hrsg.): Mephitis mephitis (Memento des Originals vom 4. Mai 2016 im Internet Archive)  Info: Der Archivlink wurde automatisch eingesetzt und noch nicht geprüft. Bitte prüfe Original- und Archivlink gemäß Anleitung und entferne dann diesen Hinweis. in Mammal Species of the World. A Taxonomic and Geographic Reference (3rd ed).
4. 1 2 3  
Katrin Nyakatura, Olaf RP Bininda-Emonds: Updating the evolutionary history of Carnivora (Mammalia): a new species-level supertree complete with divergence time estimates. BMC Biology 10, 2012. doi:10.1186/1741-7007-10-12